# Anthracobia
Anthracobia är ett släkte av svampar. Anthracobia ingår i familjen Pyronemataceae, ordningen skålsvampar, klassen Pezizomycetes, divisionen sporsäcksvampar och riket svampar.